# Campionati europei di nuoto 2012 - 200 metri misti maschili
La gara dei 200 metri misti maschili degli Europei 2012 si è svolta il 22 e 23 maggio 2012 e vi hanno partecipato 39 atleti. Le batterie e le semifinali si sono svolte il 22 e la finale nel pomeriggio del giorno successivo.

## Podio
| Pos.    | Atleta        | Nazione       |
| ------- | ------------- | ------------- |
| Oro     | László Cseh   | Ungheria      |
| Argento | James Goddard | Gran Bretagna |
| Bronzo  | Markus Rogan  | Austria       |

## Record
Prima della manifestazione il record del mondo (RM), il record europeo (EU) e il record dei campionati (RC) erano i seguenti.
| Record mondiale       | 1'54"00 | Ryan Lochte | 28 luglio 2011 Shanghai |
| Record europeo        | 1'55"18 | László Cseh | 29 luglio 2009 Roma     |
| Record dei campionati | 1'57"73 | László Cseh | 11 agosto 2010 Budapest |

Durante la competizione è stato migliorato il seguente record:
| Data      | Evento | Atleta      | Nazione  | Tempo   | Record                |
| --------- | ------ | ----------- | -------- | ------- | --------------------- |
| 23 maggio | Finale | László Cseh | Ungheria | 1'56"66 | Record dei campionati |

## Risultati

### Batterie
| Pos. | Atleta                 | Nazionalità   | Tempo   | Batteria | Corsia | Note |
| ---- | ---------------------- | ------------- | ------- | -------- | ------ | ---- |
| 1    | László Cseh            | Ungheria      | 1'59"15 | 5        | 4      | Q    |
| 2    | Dávid Verrasztó        | Ungheria      | 2'00"35 | 4        | 5      | Q    |
| 3    | Simon Sjödin           | Svezia        | 2'00"38 | 4        | 6      | Q    |
| 4    | Markus Rogan           | Austria       | 2'00"42 | 4        | 4      | Q    |
| 5    | Vytautas Janušaitis    | Lituania      | 2'00"61 | 5        | 3      | Q    |
| 6    | Dinko Jukić            | Austria       | 2'00"88 | 5        | 2      | Rit  |
| 7    | Federico Turrini       | Italia        | 2'01"33 | 3        | 3      | Q    |
| 8    | Gal Nevo               | Israele       | 2'01"35 | 5        | 6      | Q    |
| 9    | Diogo Filipe Carvalho  | Portogallo    | 2'01"56 | 4        | 3      | Q    |
| 10   | Dmitry Gorbunov        | Russia        | 2'01"76 | 5        | 7      | Q    |
| 11   | Jan-David Schepers     | Germania      | 2'02"35 | 3        | 5      | Q    |
| 11   | Luca Angelo Dioli      | Italia        | 2'02"35 | 4        | 2      | Q    |
| 13   | Raphael Stacchiotti    | Lussemburgo   | 2'02"36 | 3        | 6      | Q    |
| 14   | James Goddard          | Gran Bretagna | 2'02"40 | 3        | 4      | Q    |
| 15   | Lukasz Wojt            | Polonia       | 2'02"41 | 2        | 1      | Q    |
| 16   | Martin Liivamägi       | Estonia       | 2'02"42 | 5        | 1      | Q    |
| 17   | Jakub Maly             | Austria       | 2'02"61 | 2        | 4      |      |
| 18   | Eduardo Solaeche Gomez | Spagna        | 2'02"62 | 4        | 7      | Q    |
| 19   | Markus Deibler         | Germania      | 2'02"66 | 5        | 5      |      |
| 20   | Ivan Trofimov          | Russia        | 2'02"74 | 3        | 2      |      |
| 21   | Tom Kremer             | Israele       | 2'03"42 | 3        | 8      |      |
| 22   | Andreas Vazaios        | Grecia        | 2'03"67 | 4        | 1      |      |
| 23   | Yury Suvorau           | Bielorussia   | 2'03"94 | 2        | 6      |      |
| 24   | David Karasek          | Svizzera      | 2'04"00 | 3        | 1      |      |
| 25   | Nikša Roki             | Croazia       | 2'04"03 | 2        | 7      |      |
| 26   | Tomáš Fučík            | Rep. Ceca     | 2'04"04 | 2        | 8      |      |
| 27   | Denys Dubrov           | Ucraina       | 2'04"39 | 4        | 8      |      |
| 28   | Dominik Dür            | Austria       | 2'04"46 | 2        | 2      |      |
| 29   | Maxym Shemberyev       | Ucraina       | 2'04"54 | 5        | 8      |      |
| 30   | Irakli Bolkvadze       | Georgia       | 2'05"57 | 1        | 6      |      |
| 31   | Pavol Jelenak          | Slovacchia    | 2'05"59 | 1        | 3      |      |
| 32   | Tal Hanani             | Israele       | 2'05"65 | 2        | 3      |      |
| 33   | Jakub Jasiński         | Polonia       | 2'06"14 | 2        | 5      |      |
| 34   | Saša Imprić            | Croazia       | 2'07"44 | 1        | 4      |      |
| 35   | Peter Gutyan           | Slovacchia    | 2'09"02 | 1        | 1      |      |
| 36   | Rok Resman             | Slovenia      | 2'09"15 | 1        | 5      |      |
| 37   | Pavels Vilcans         | Lettonia      | 2'09"64 | 1        | 7      |      |
| 38   | Adam Strieborny        | Slovacchia    | 2'10"65 | 1        | 2      |      |
| 39   | Pavel Naroshkin        | Estonia       | 2'11"10 | 1        | 8      |      |
| -    | Yakov Yan Toumarkin    | Israele       | -       | 3        | 7      | DNS  |

### Semifinali
| Pos. | Atleta                 | Nazionalità   | Tempo   | Batteria | Corsia | Note |
| ---- | ---------------------- | ------------- | ------- | -------- | ------ | ---- |
| 1    | László Cseh            | Ungheria      | 1'57"80 | 2        | 4      | Q    |
| 2    | Simon Sjödin           | Svezia        | 1'59"44 | 2        | 5      | Q    |
| 3    | Gal Nevo               | Israele       | 1'59"62 | 2        | 6      | Q    |
| 4    | Markus Rogan           | Austria       | 2'00"58 | 1        | 5      | Q    |
| 5    | James Goddard          | Gran Bretagna | 2'00"66 | 2        | 1      | Q    |
| 6    | Vytautas Janušaitis    | Lituania      | 2'00"75 | 2        | 3      | Q    |
| 6    | Dávid Verrasztó        | Ungheria      | 2'00"75 | 1        | 4      | Q    |
| 8    | Federico Turrini       | Italia        | 2'01"17 | 1        | 3      | Q    |
| 9    | Diogo Filipe Carvalho  | Portogallo    | 2'01"64 | 1        | 6      |      |
| 10   | Jan-David Schepers     | Germania      | 2'01"71 | 1        | 2      |      |
| 11   | Eduardo Solaeche Gomez | Spagna        | 2'01"91 | 1        | 8      |      |
| 12   | Martin Liivamägi       | Estonia       | 2'02"01 | 2        | 8      |      |
| 13   | Luca Angelo Dioli      | Italia        | 2'02"04 | 2        | 7      |      |
| 14   | Lukasz Wojt            | Polonia       | 2'02"40 | 1        | 1      |      |
| 15   | Raphael Stacchiotti    | Lussemburgo   | 2'03"50 | 1        | 7      |      |
| 16   | Dmitry Gorbunov        | Russia        | 2'02"94 | 2        | 2      |      |

### Finale
| Pos.    | Atleta              | Nazionalità   | Tempo   | Corsia | Note                  |
| ------- | ------------------- | ------------- | ------- | ------ | --------------------- |
| Oro     | László Cseh         | Ungheria      | 1'56"66 | 4      | Record dei campionati |
| Argento | James Goddard       | Gran Bretagna | 1'57"84 | 2      |                       |
| Bronzo  | Markus Rogan        | Austria       | 1'59"39 | 6      |                       |
| 4       | Gal Nevo            | Israele       | 1'59"74 | 3      |                       |
| 5       | Simon Sjödin        | Svezia        | 2'00"70 | 5      |                       |
| 6       | Dávid Verrasztó     | Ungheria      | 2'01"70 | 7      |                       |
| 7       | Vytautas Janušaitis | Lituania      | 2'02"08 | 1      |                       |
| 8       | Federico Turrini    | Italia        | 2'02"50 | 8      |                       |